# Amina Lanaya
Amina Lanaya, franco-marocaine, est la directrice générale de l'Union cycliste internationale depuis 2017.

## Biographie

### Origines et enfance
Amina Lanaya est d'origine Franco-marocaine, issue d'une famille modeste. Son père est un immigré marocain qui fait sa carrière à la société nationale des chemins de fer français SNCF. Elle grandit dans un quartier ouvrier de Dijon. Elle est la benjamine d'une fratrie de 8 enfants dont 7 filles.

### Études
Amina Lanaya est titulaire d’un master en Droit privé à l’Université de Dijon en France.

### Carrière professionnelle
Elle a une expérience de terrain au sein de cabinets internationaux à Paris en Suisse. Elle rejoint le service juridique de l’UCI en 2006, avant d’être nommée en 2013 au poste de directrice générale adjointe de l’union, puis directrice générale par intérim en 2017. Elle est basée au siège de la fédération à Aigle en Suisse romande.

### Engagements

#### Lutte antidopage
Amina Lanaya met en place des actions fermes pour la lutte antidopage,.

#### Diversité et inclusion
Amina Lanaya met en place une feuille de route stratégique à l’UCI en ligne avec le programme du CIO, tout en insistant sur l’engagement à promouvoir l’implication des femmes dans le cyclisme, l’égalité des chances, la parité sur le lieu de travail, et la lutte contre toutes les formes de discrimination,,. 
En janvier 2018, Amina Lanaya devient la première femme à occuper le poste de directrice exécutive de l’UCI depuis sa création à Paris en 1900,.
Amina Lanaya annonce les championnats du monde en Afrique, au Rwanda en 2025,.